# Reginfrid
Reginfrid (gestorben 745) war ca. 737 bis 743/45 Kölner Bischof; weitere Schreibweisen des Namens sind Raginfridus, Reginfridus, Regenfridus, Reinfridus, Regimfridus.
Am 21. April 742 nahm Reginfrid am Concilium Germanicum teil, das von Karlmann geleitet wurde. Von Gelenius wird sein Todestag mit einem 17. September angegeben. Er starb vor dem 31. Oktober 745.